# Шахта «Хрустальська»
ДВАТ "Шахта «Хрустальська». Входить до ДХК «Донбасантрацит». Знаходиться у м. Вахрушеве, Краснолуцької міськради Луганської області.
Стала до ладу в 1931 р, відбудована у 1952 р з виробничою потужністю 500 тис.т вугілля на рік. Фактичний видобуток 1966/916 т/добу (1990/1999). У 2003 р видобуто 128,9 тис.т.
Максимальна глибина 400 м (1990—1999). Шахтне поле розкрите 4 вертикальними стволами. Протяжність підземних виробок 89,1/53,4 км (1990/1999). У 1990—1999 розробляла пласт lн
2 потужністю 0,95 м, кут падіння 2°. У 2002 р. — пласти l2, lн
2 потужністю 0,8-1,0 м, кути падіння — 2-4°. Пласт l2н небезпечний за раптовими викидами вугілля і газу.
Кількість очисних вибоїв 7/2/2, підготовчих 12/7/4 (1990/1999/2001). Обладнання: комбайн 1К-101У, кріплення МК-98.
Кількість працюючих: 2032/1743 осіб, в тому числі підземних 1335/1096 осіб (1990/1999).
Адреса: 94560, м.Вахрушеве, Луганської обл.